# Moraea bella
Moraea bella är en irisväxtart som beskrevs av Hermann August Theodor Harms. Moraea bella ingår i släktet Moraea och familjen irisväxter. Inga underarter finns listade i Catalogue of Life.